# Next (The Bear)
"Next" es el segundo episodio de la tercera temporada de la comedia dramática televisiva estadounidense The Bear. Es el vigésimo episodio general de la serie y fue dirigido y escrito por el creador de la serie Christopher Storer a partir de una historia que coescribió con la coproductora ejecutiva y productora culinaria Courtney Storer. Fue lanzado en Hulu el 26 de junio de 2024, junto con el resto de la temporada.
La serie sigue a Carmen "Carmy" Berzatto, un galardonado chef de cocina de la ciudad de Nueva York, que regresa a su ciudad natal de Chicago para dirigir la fallida tienda de sándwiches de carne italiana de su difunto hermano Michael. En este episodio, la lista de "innegociables" de Carmy provoca el caos en el restaurante.

## Trama
Carmy (Jeremy Allen White) presenta la lista de "innegociables" al restaurante y explica que espera elevar el restaurante a un perfil más alto aspirando a una estrella Michelin. Sydney (Ayo Edebiri), sin embargo, está desconcertada por la lista, especialmente por una sección donde se revela que el menú cambia todos los días. Carmy también le da un "acuerdo de adquisición de derechos", en el que discutirán su participación en el restaurante para que ella pueda "presionarlo" y viceversa.
Richie (Ebon Moss-Bachrach) llega molesto porque Carmy cambió la estructura de presentación de las mesas y se enoja aún más cuando lee la lista de no negociables. Su discusión se intensifica cuando Richie cuestiona las disculpas de Carmy, y llega incluso a burlarse de Carmy por fracasar en su relación con Claire. Cuando llegan Tina (Liza Colón-Zayas), Ebraheim (Edwin Lee Gibson) y Cicero (Oliver Platt), el personal discute sobre la estructura. También se revela que algunos de los empleados han renunciado a sus trabajos, citando un entorno "disfuncional". El conflicto termina cuando llega Marcus (Lionel Boyce), y se ponen a trabajar para dejar de pensar en la muerte de su madre. 
Carmy se acerca a Marcus y se sorprende cuando él rápidamente acepta la lista de "no negociables" a diferencia del resto. Carmy ofrece sus condolencias y Marcus deduce que debía estar en la cocina cuando murió su madre, sintiendo que eso era lo que ella hubiera querido. Tiene la intención de hacer que el restaurante funcione y le pide a Carmy que "nos lleve allí". Carmy acepta hacerlo.

## Producción

### Desarrollo
En mayo de 2024, Hulu confirmó que el segundo episodio de la temporada se titularía "Next" y sería dirigida y escrito por el creador de la serie Christopher Storer a partir de una historia que coescribió con la coproductora ejecutiva, productora culinaria y hermana Courtney Storer.  Fue el noveno crédito de escritura de Christopher, el primer crédito de escritura de Courtney y el decimocuarto crédito de dirección de Christopher. 

### Escritura
Cuando se le preguntó sobre la interacción de Sydney con Carmy sobre el acuerdo, Ayo Edebiri explicó: "Creo que ella siempre está equilibrando su validación y su estilo de comunicación, porque él hará un gesto pero no necesariamente dirá lo que está pensando o sintiendo". Así que creo que aunque él [asegura que es su pareja], en realidad es bastante complicado. Ella dice: '¿Es eso cierto? Me estás ofreciendo esto. Pero ¿qué significa realmente?'"

### Rodaje
El episodio se filmó en solo dos días, el primer día se filmaron las primeras 20 páginas del guion, mientras que el resto se filmó al día siguiente. A Jeremy Allen White le encantó el final del episodio y dijo: "Salir de ti mismo, mirar a Marcus y obtener el visto bueno de Marcus cuando dice: "Llévanos allí", la escritura en ese episodio es tan hermosa. Fue muy fácil".

### Música
En el episodio aparecen una versión de Eddie Vedder de "Save It for Later" de The Beat y "(Nice Dream)" de Radiohead. 

## Lanzamiento
El episodio, junto con el resto de la temporada, se estrenó el 26 de junio de 2024 en Hulu.  Originalmente, la temporada estaba programada para estrenarse el 27 de junio de 2024. 

## Reseñas críticas
Jenna Scherer de The AV Club le dio al episodio una calificación de "A–" y escribió: "Después de un estreno de temporada extrañamente lento,"Next" nos devuelve a la línea de base del programa. Mientras que "Tomorrow" vagó por el mundo y fue extremadamente ligero en el diálogo, "Next" restaura los ritmos frenéticos y superpuestos que nos enamoraron por primera vez de The Original Beef: un ritmo de jazz libre, el saxo alto chirriando de rencor incluso mientras el bajista rasguea un constante latido de amor incondicional. 
Alan Sepinwall de Rolling Stone elogió su secuencia de apertura y escribió: "Lo que al principio podría parecer simplemente una colección de tomas de establecimiento glorificadas se convierte en algo más cuando muchas personas comienzan a saludar a la cámara. Durante unos minutos, la verosimilitud del resto de The Bear desaparece y vemos a la gente emocionada de aparecer en la televisión y orgullosa de que este programa reconozca su arduo trabajo. The Bear es siempre una carta de amor para las personas que preparan y sirven nuestra comida y que limpian detrás de nosotros; simplemente lo hace más abiertamente en este montaje". 
Marah Eakin de Vulture le dio al episodio una calificación de 3 estrellas sobre 5 y escribió: "El programa sigue insertando estas tomas de Carmy básicamente vibrando con adrenalina y estrés, y aunque así podría ser Carmy, también es un poco amenazante. No hay forma de que pueda mantener este ritmo, esta presión y este nivel de estrés. Algo tendrá que ceder".
AJ Daulerio de Decider escribió: "Es fácil de olvidar, pero The Bear se presenta en la mayoría de las categorías de entregas de premios como una "  comedia" y, a veces, incluso puede lograrlo a pesar de su oscuridad arremolinada. "Next" tiene un comienzo prometedor. Comience con la visita de uno de los sórdidos amigos del vecindario de Carmy que está allí para dejar microrábanos y recolectar dinero en un sobre".  Josh Rosenberg de Esquire escribió: "Con nuestra hoja de ruta oficialmente establecida, veremos cómo se desarrolla cuando el restaurante abra sus puertas. Di lo que quieras sobre el desorden, pero estoy emocionado por los cursos que tenemos por delante. Con suerte, no tendremos que esperar hasta el episodio 10 de la temporada 4 para que Carmy sepa que no tiene que hacerlo solo". 